# George Bodenheimer
George W. Bodenheimer (6 mai 1958) est le co-PDG de Disney Media Networks et président d'ESPN.

## Biographie
Le 21 avril 2004, Disney annonce une restructuration de sa division Disney Media Networks avec pour effet la nomination d'Anne Sweeney et George Bodenheimer, co-PDG de la division mais avec d'un côté Sweeney devient la présidente du Disney-ABC Television Group (American Broadcasting Company et Disney Channel Worldwide) et de l'autre Bodenheimer conserve son poste de président d'ESPN et obtient celui d'ABC Sports.
Le 22 novembre 2011, Disney annonce la nomination de John Skipper comme président d'ESPN et coprésident de Disney Media Networks en remplacement de George Bodenheimer qui devient le président du directoire d'ESPN.